# یوایچی آکیبا
یوایچی آکیبا (ژاپنی: 秋葉 陽一؛ زادهٔ ۲۳ نوامبر ۱۹۸۳) یک بازیکن فوتبال اهل ژاپن است.
از باشگاه‌هایی که در آن بازی کرده‌است می‌توان به باشگاه فوتبال یوکوهاما و باشگاه فوتبال میتو هولیهوک اشاره کرد.